# Stockholm City

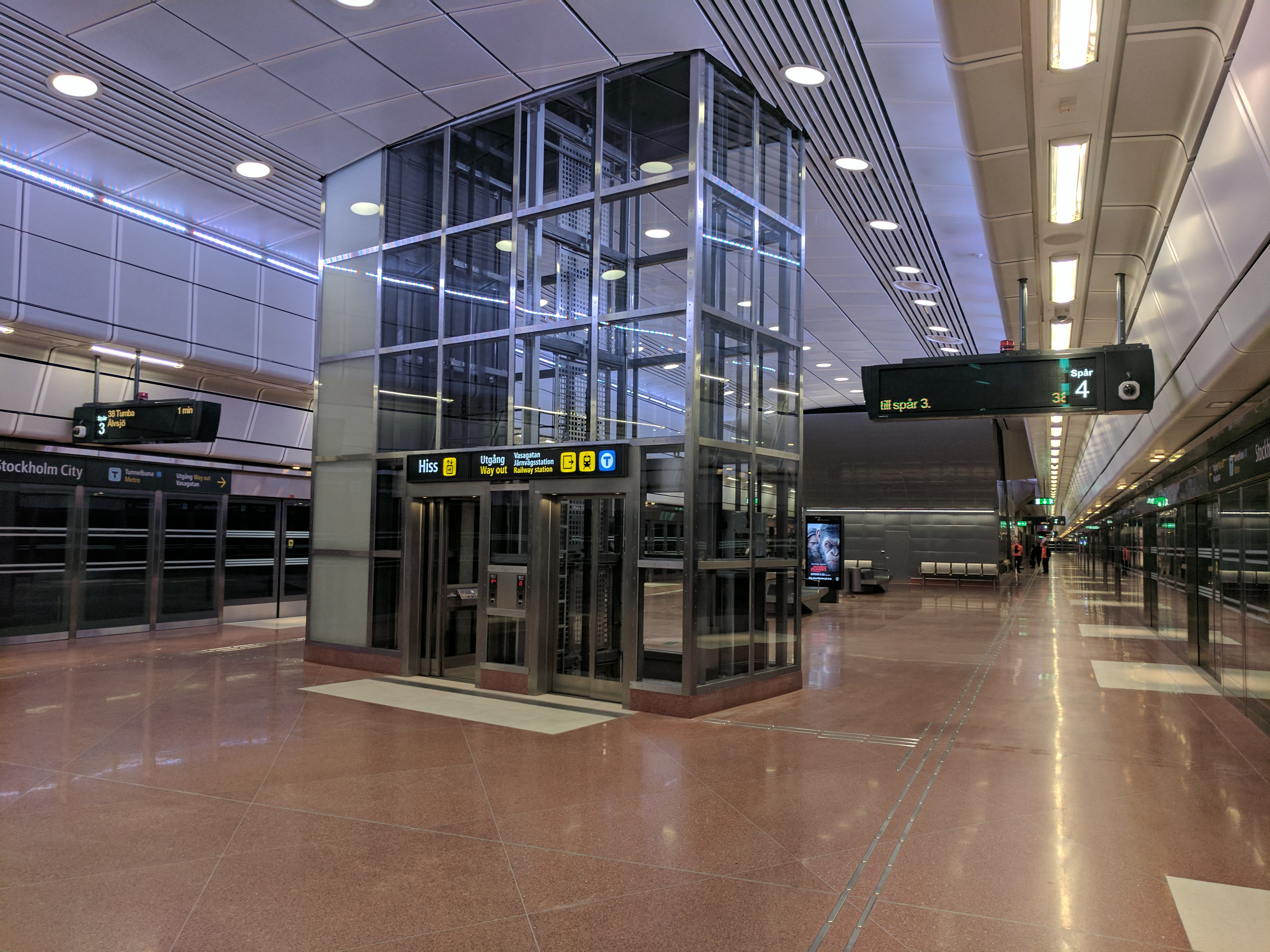
Výtahy na nástupiště

Stockholm city je železniční stanice ve Švédsku, nachází se hluboko pod zemí pod Stockholmským hlavním nádražím i pod hlavní stanicí metra. Otevřena byla společně s celým tunelem Citybanan 10. 7. 2017. Stanici využívají spoje příměstské železnice Pendeltåg.

## Popis
Stanice má dvě ražená jednolodní ostrovní nástupiště, každé po dvou kolejích. Západní nástupiště slouží pro směr Stockholm Södra (na jih), východní pro směr Stockholm Odenplan (na sever). Hluboká jsou 40-44 m pod povrchem a 12 m pod nástupištěm modré linky metra . Ve směru Odenplan i ve směru Södra se čtyři jednokolejné tunely spojují do jednoho dvoukolejného. Zastávka je, stejně jako sousední Odenplan, vybavena stěnami oddělující nástupiště od kolejí. Z každého nástupiště vybíhají dva tříramenné, jeden čtyřramenný eskalátor a dva páry výtahů. Stavba probíhala v letech 2009-2017.

## Výstup a přestup
Stanice má dva výstupy:
První má jeden krátký čtyřramenný eskalátor a pár výtahů z obou nástupišť. Je z něj možné jednak přestoupit na modrou linku metra pomocí dvou tříramenných eskalátorů a páru výtahů, nebo vystoupit do obří nádražní haly pomocí tříramenného eskalátoru paralelního s šikmým výtahem.
Druhý výstup je zajištěn dvěma středně dlouhými tříramennými eskalátory a párem výtahů z každého nástupiště. I tento výstup má více možností - výstup do nádražní haly nejdříve jedním kratičkým tříramenným eskalátorem, schody nebo párem výtahů, a poté delším pětiramenným eskalátorem nebo dlouhým párem výtahů. Druhá možnost je přestup na zelenou a červenou linku metra buďto rovnou dvouramenným eskalátorem na spodní nástupiště, nebo jiným krátkým tříramenným eskalátorem, po schodech nebo párem výtahů na přestupní chodbu mezi zeleno-červeným a modrým nástupištěm, je s linkami bezbariérově propojena.

## Výzdoba
Stanice Citybananu jsou bohatě zdobené, což platí u Stockholm City dvojnásob. Na nástupišti jsou malby, přestupní chodby mají vlnité podhledy nebo např. na jedné křižovatce chodeb se nachází barevné osvětlení.

## Galerie - Dokončeno

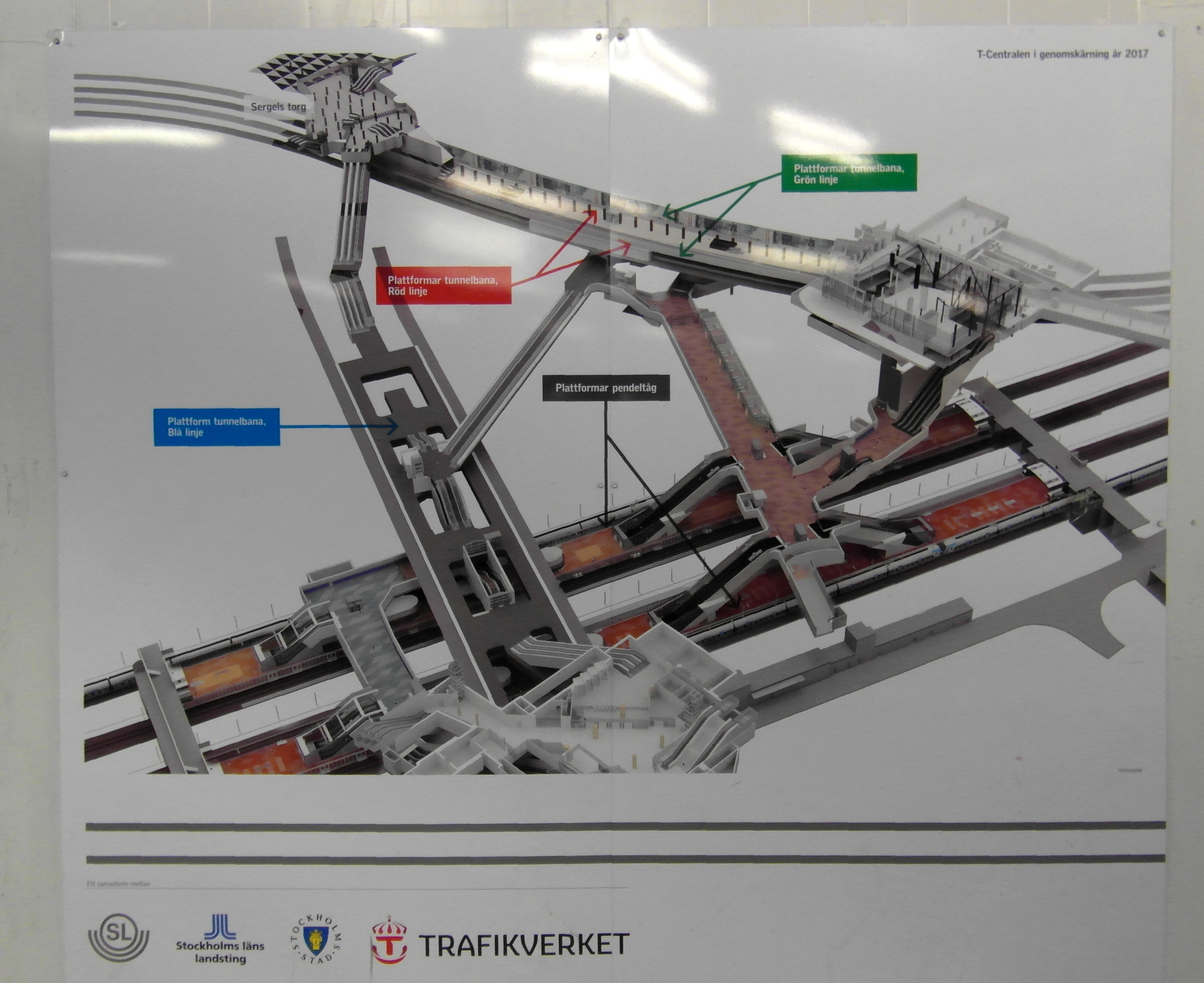
Plánek stanice metra T-centralen a železniční stanice Stockholm City
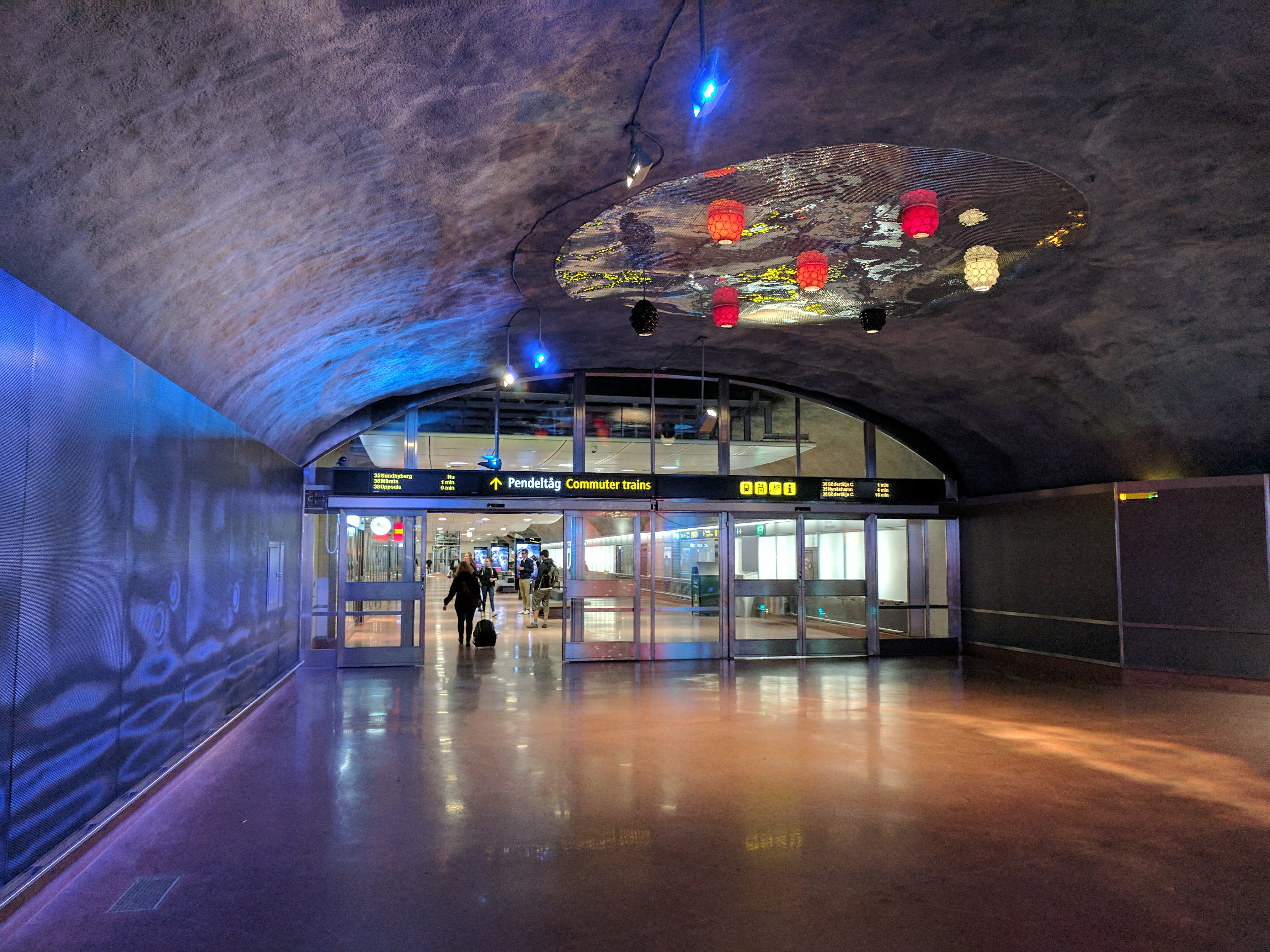
Lustr na křižovatce chodeb před vstupem na nástupiště zelené a červené linky.
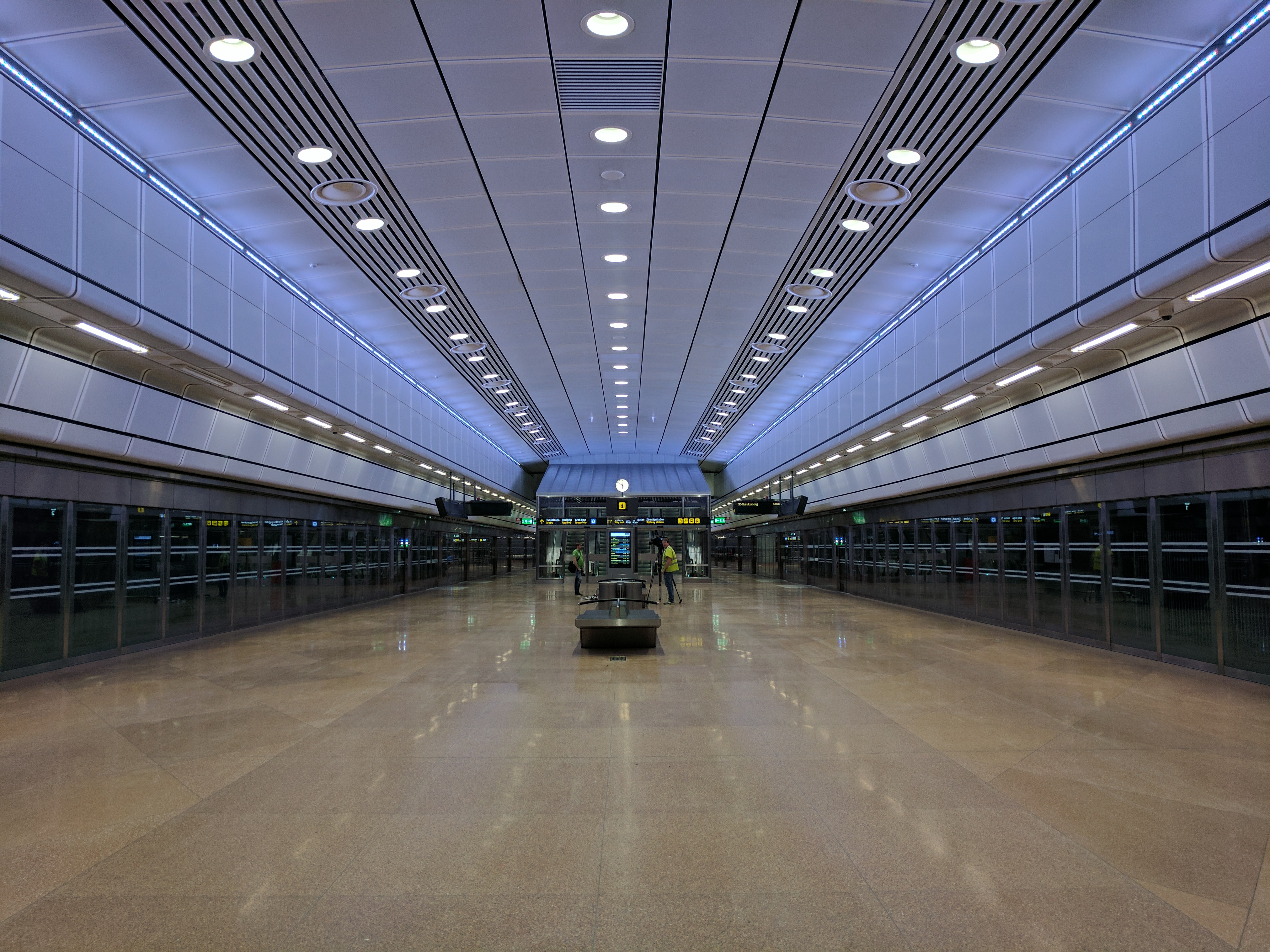
Nástupiště
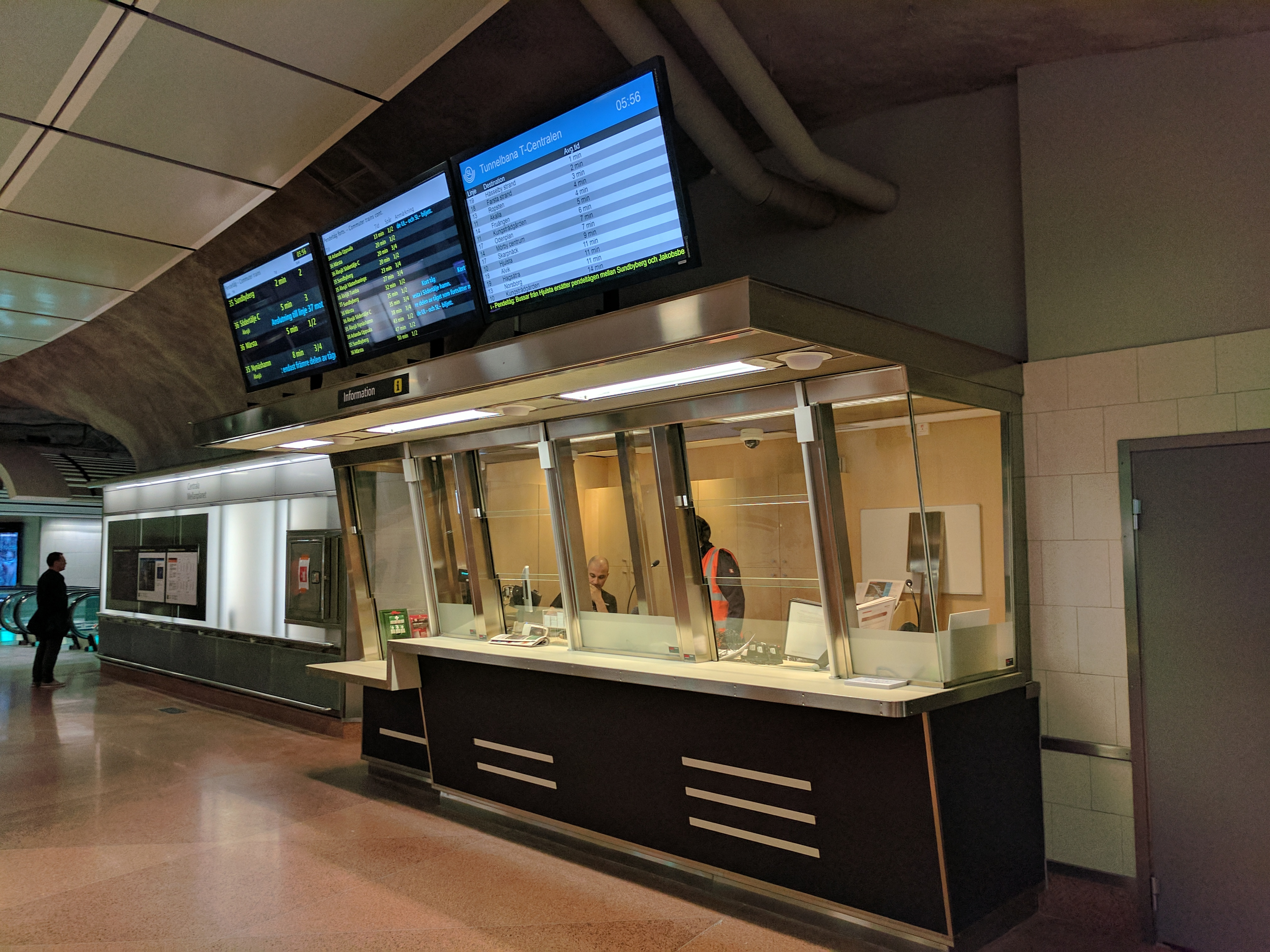
Informace na přestupní chodbě
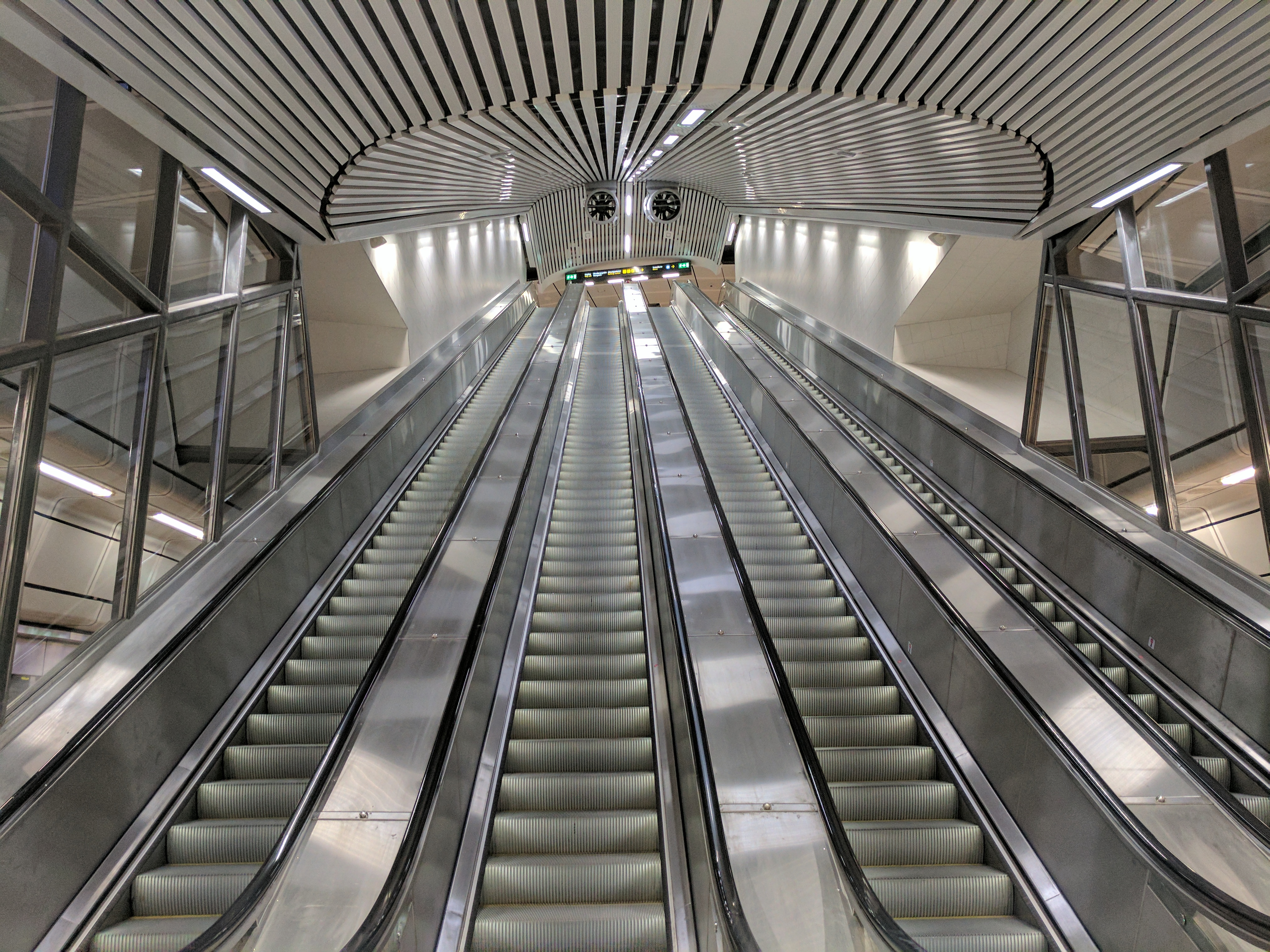
Eskalátor z nástupiště směrem k výstupu a přestupu na červenou a zelenou linku metra
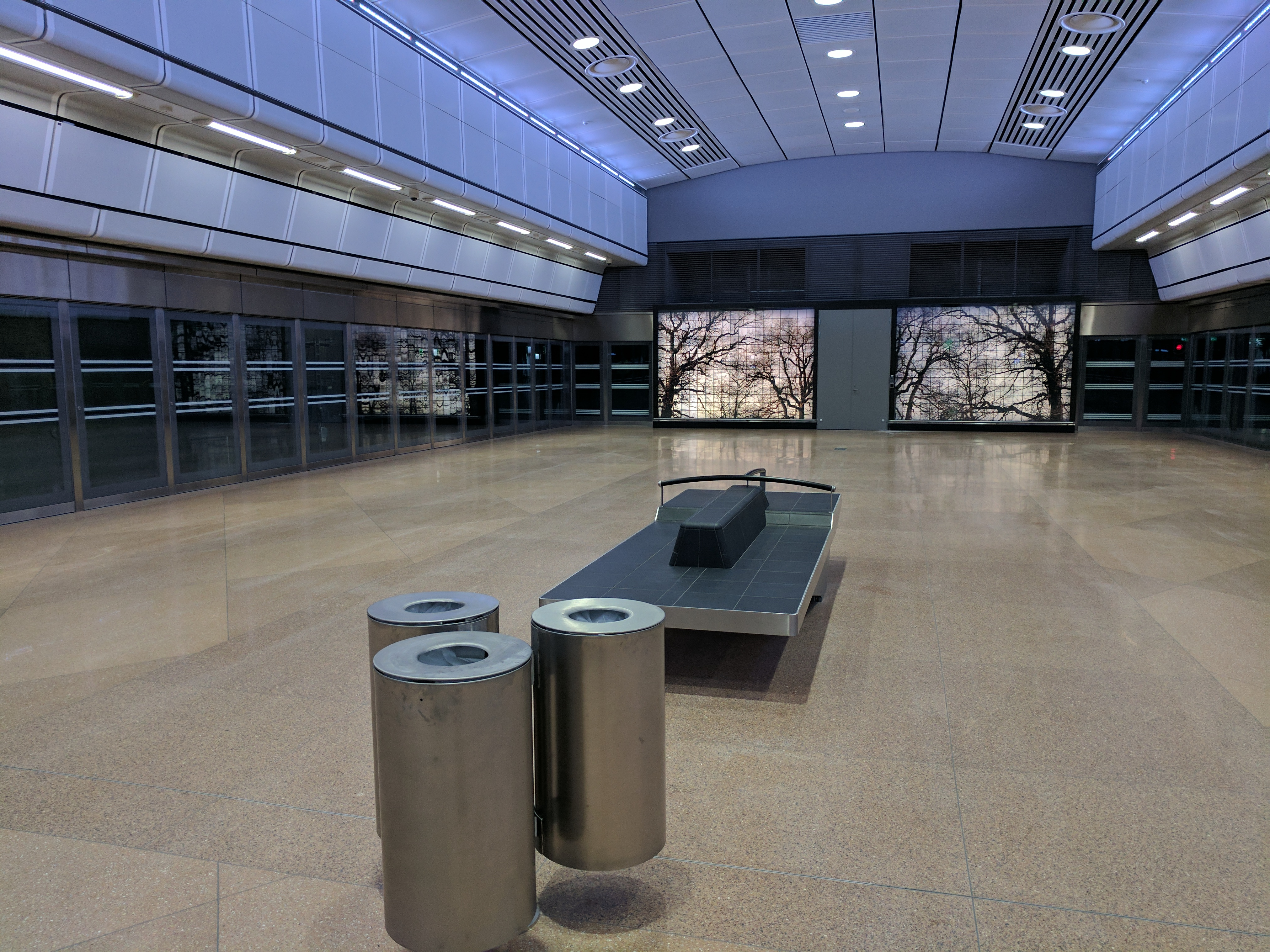
Malby na konci nástupiště
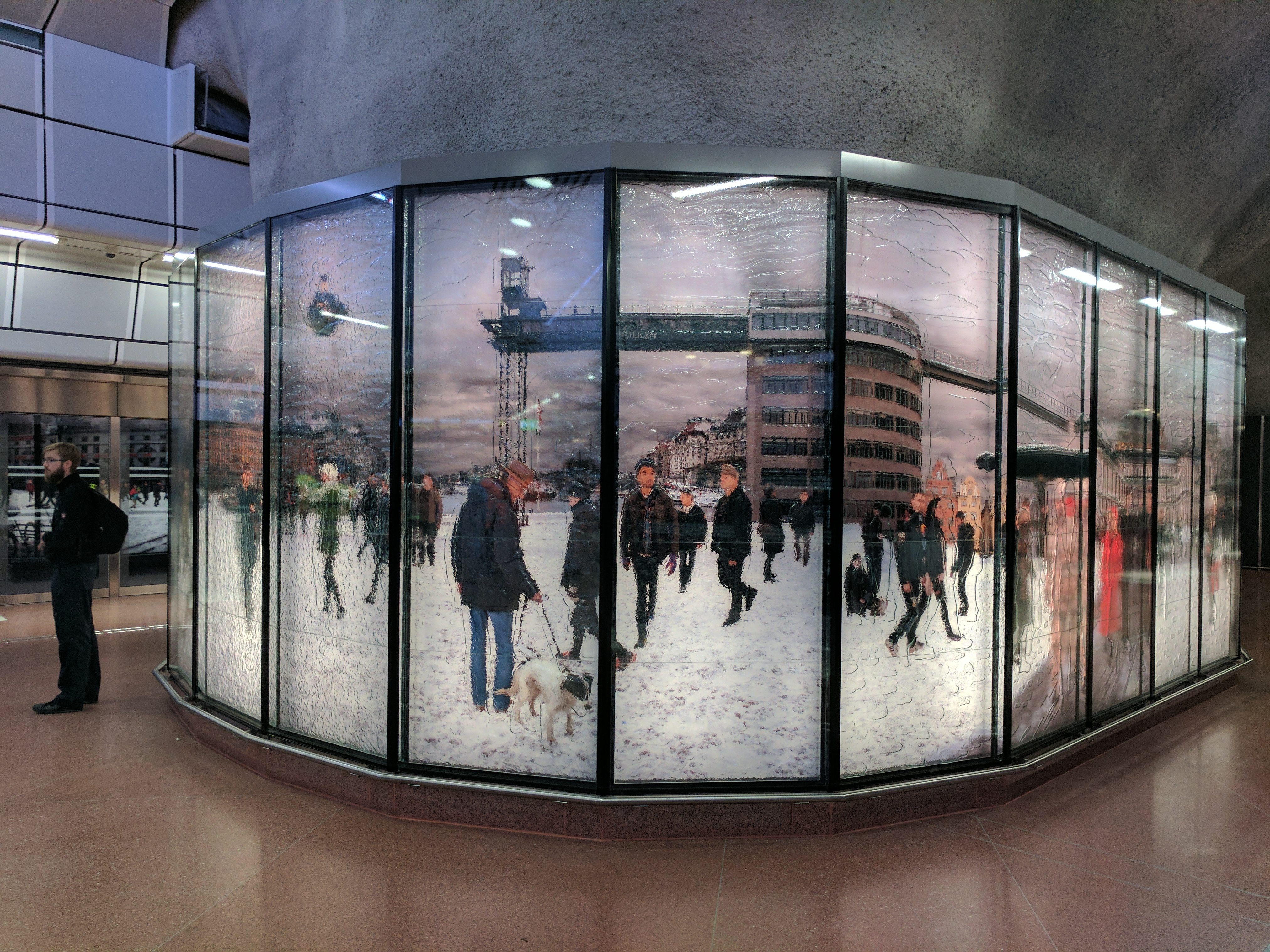
Malby na sloupu
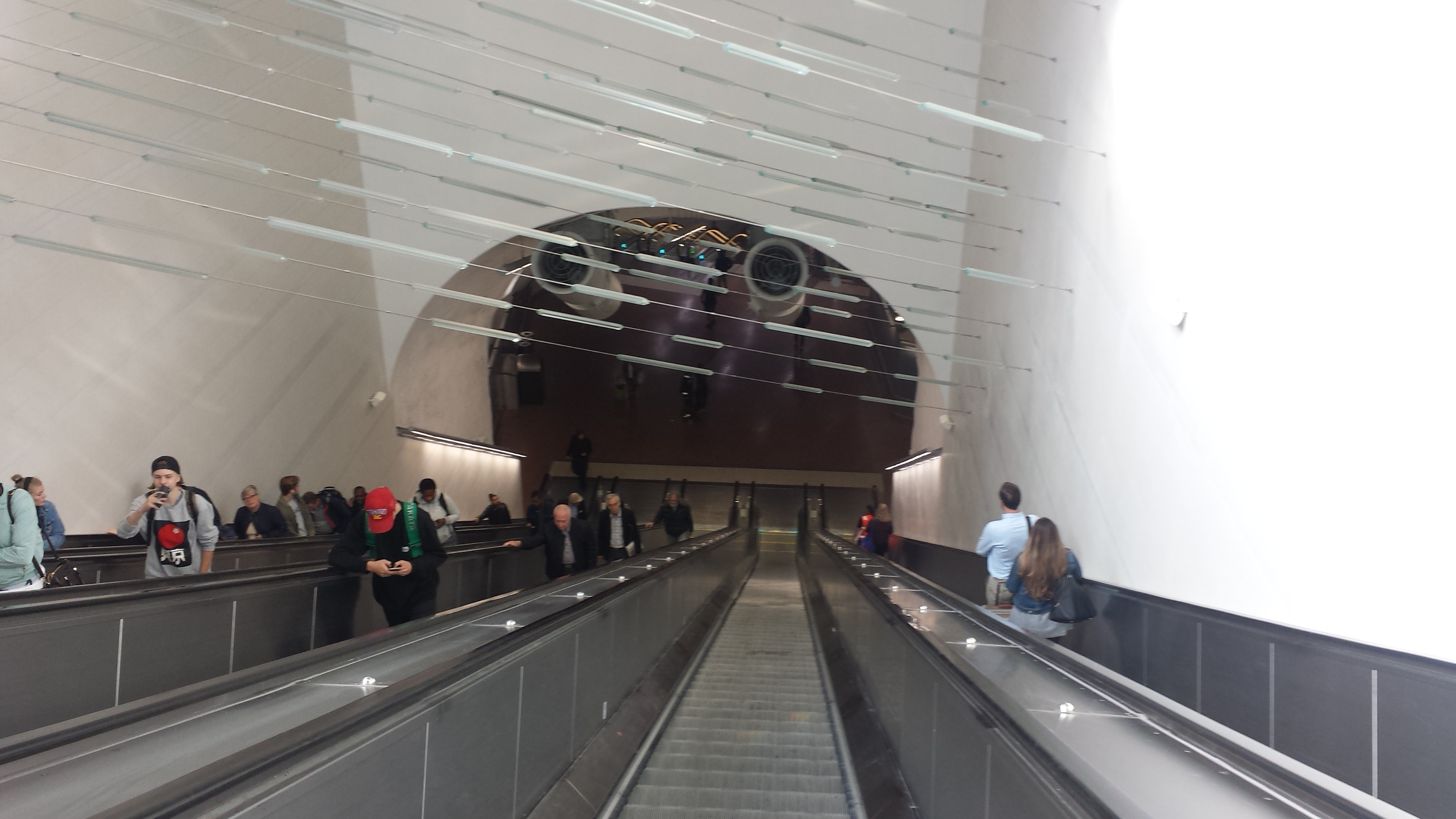
Eskalátor z povrchu
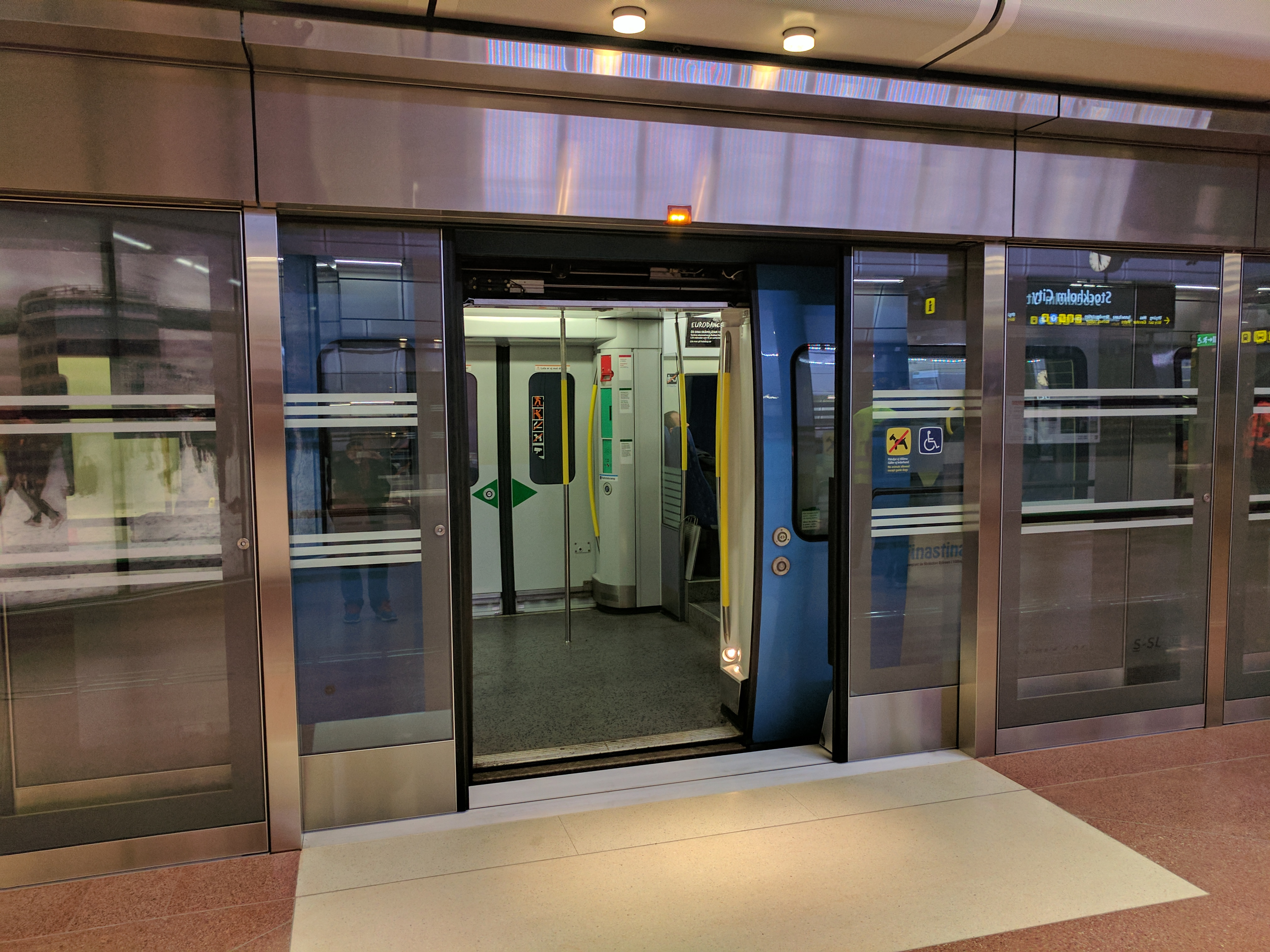
Vlak ve stanici
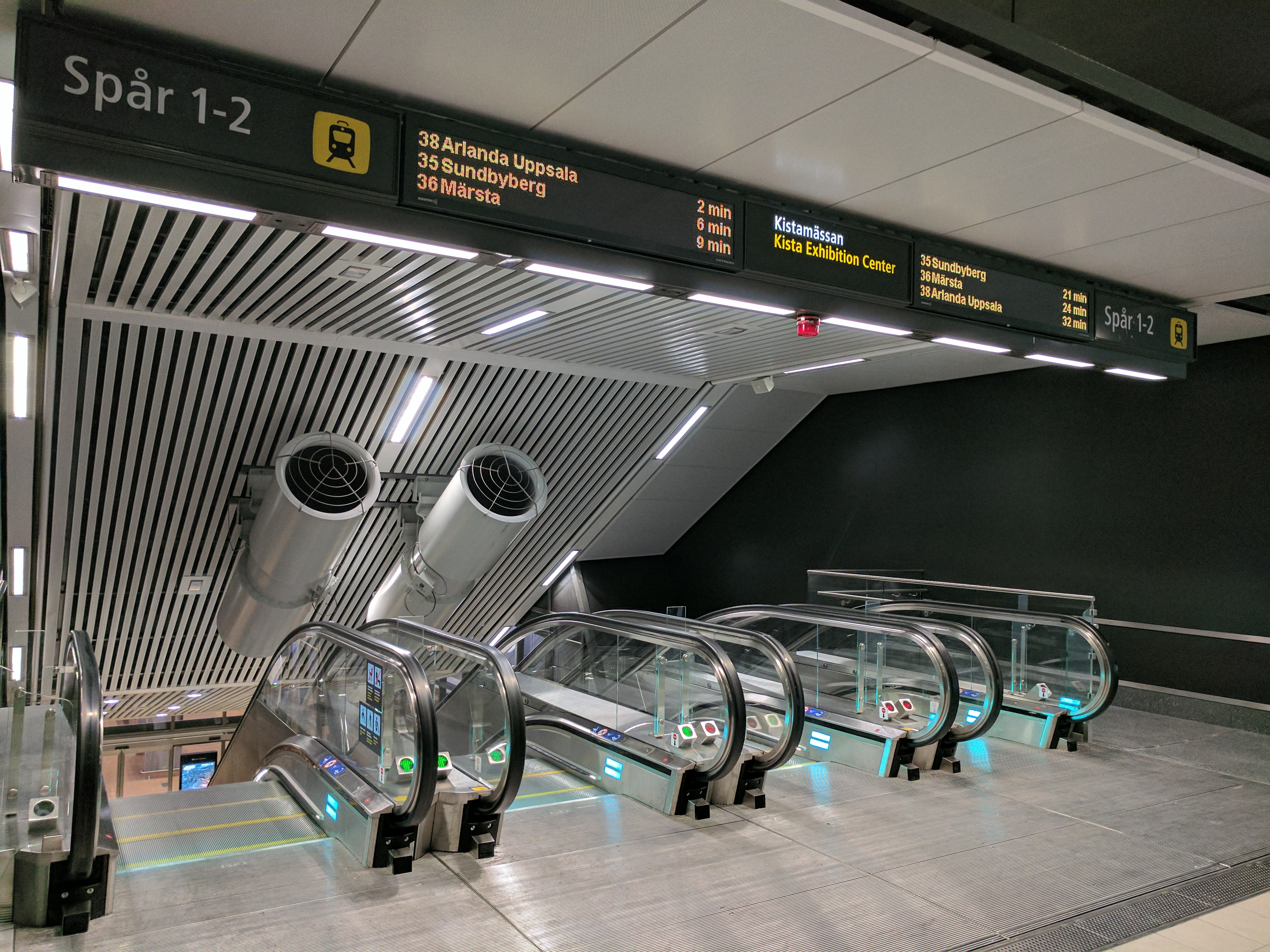
Eskalátory a ventilace na přestupní chodbě
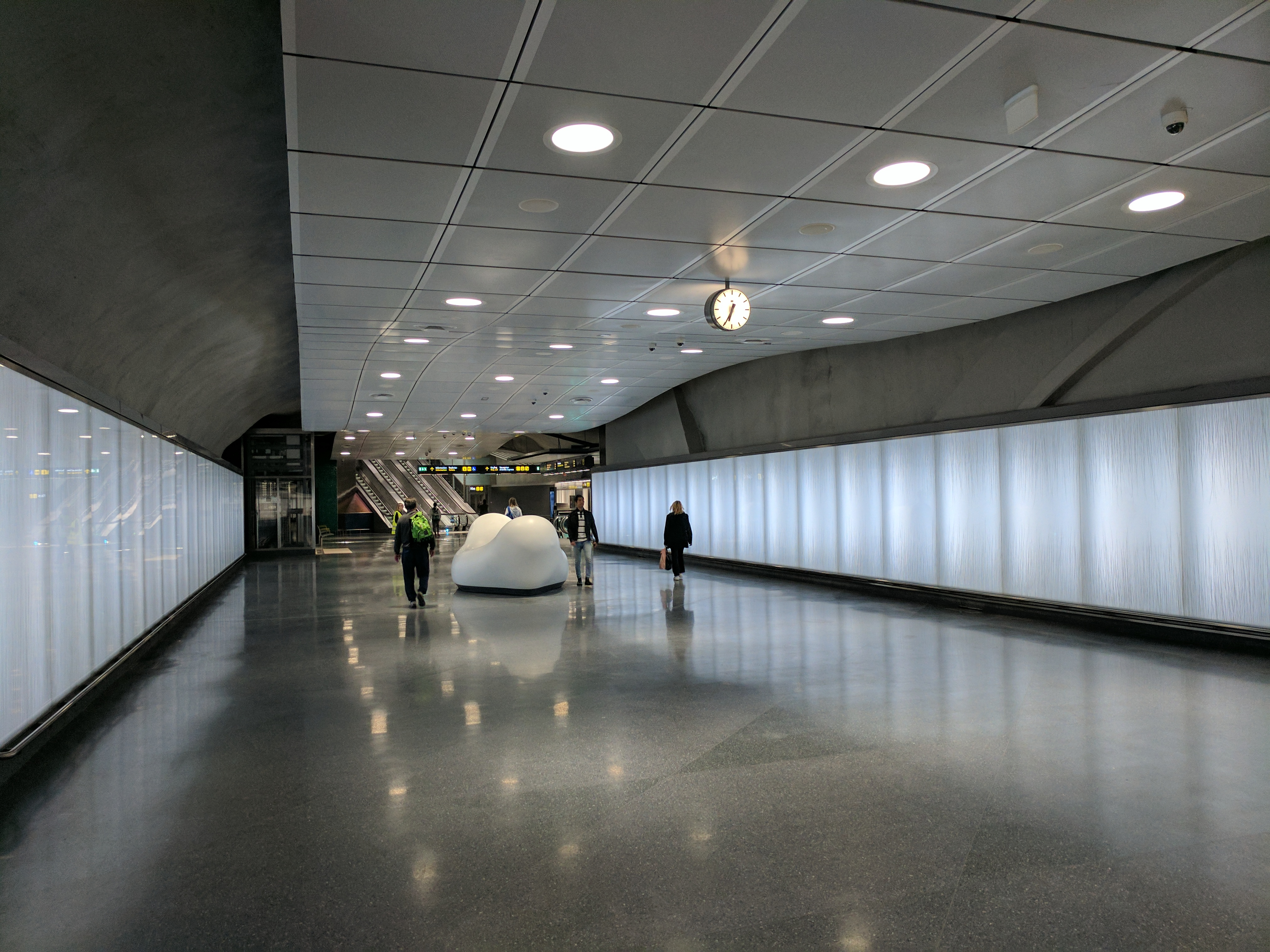
Chodba mezi výstupem, přestupem na modrou linku metra a nástupišti

## Galerie - Výstavba

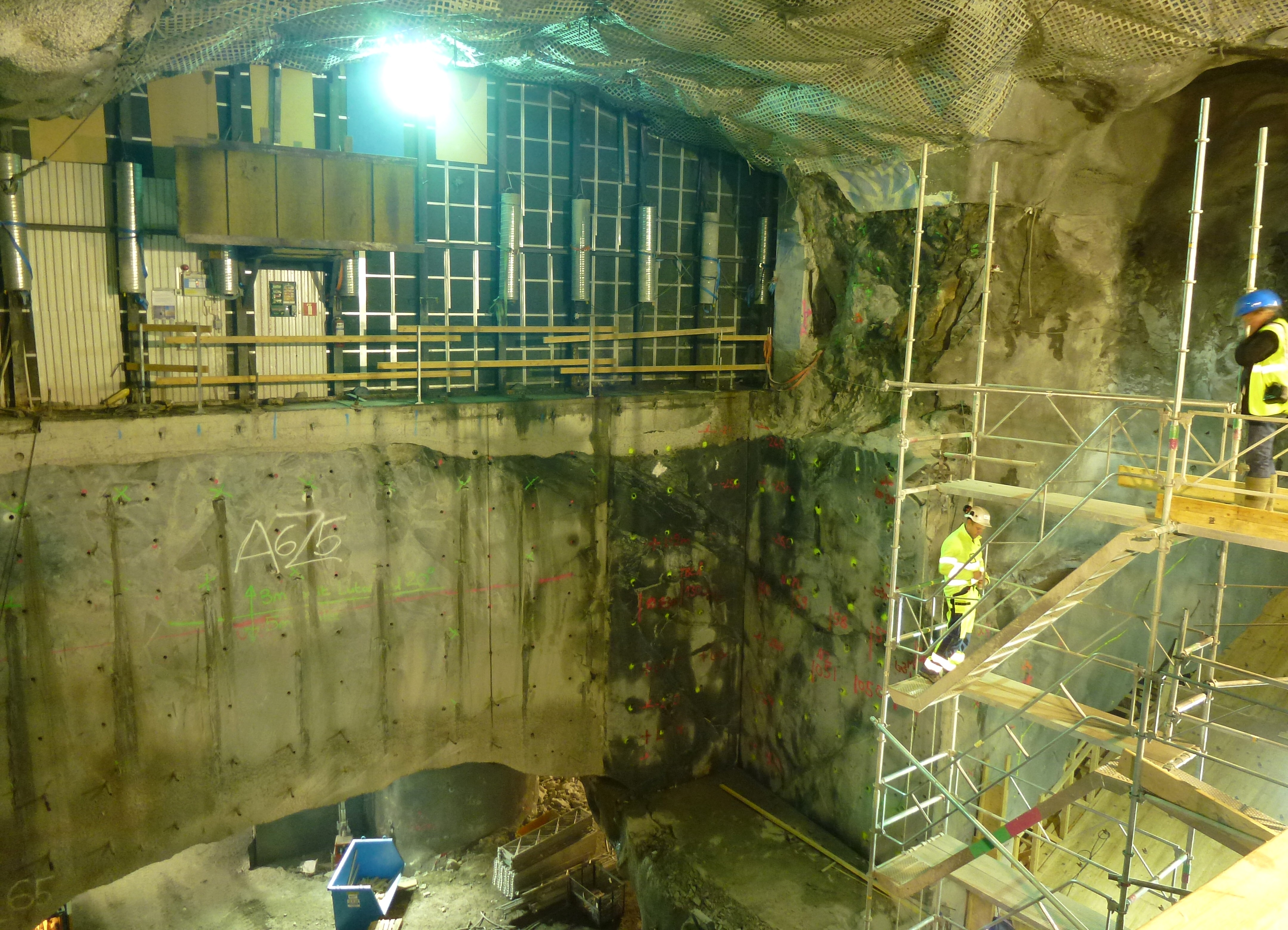
Stavba v březnu 2012
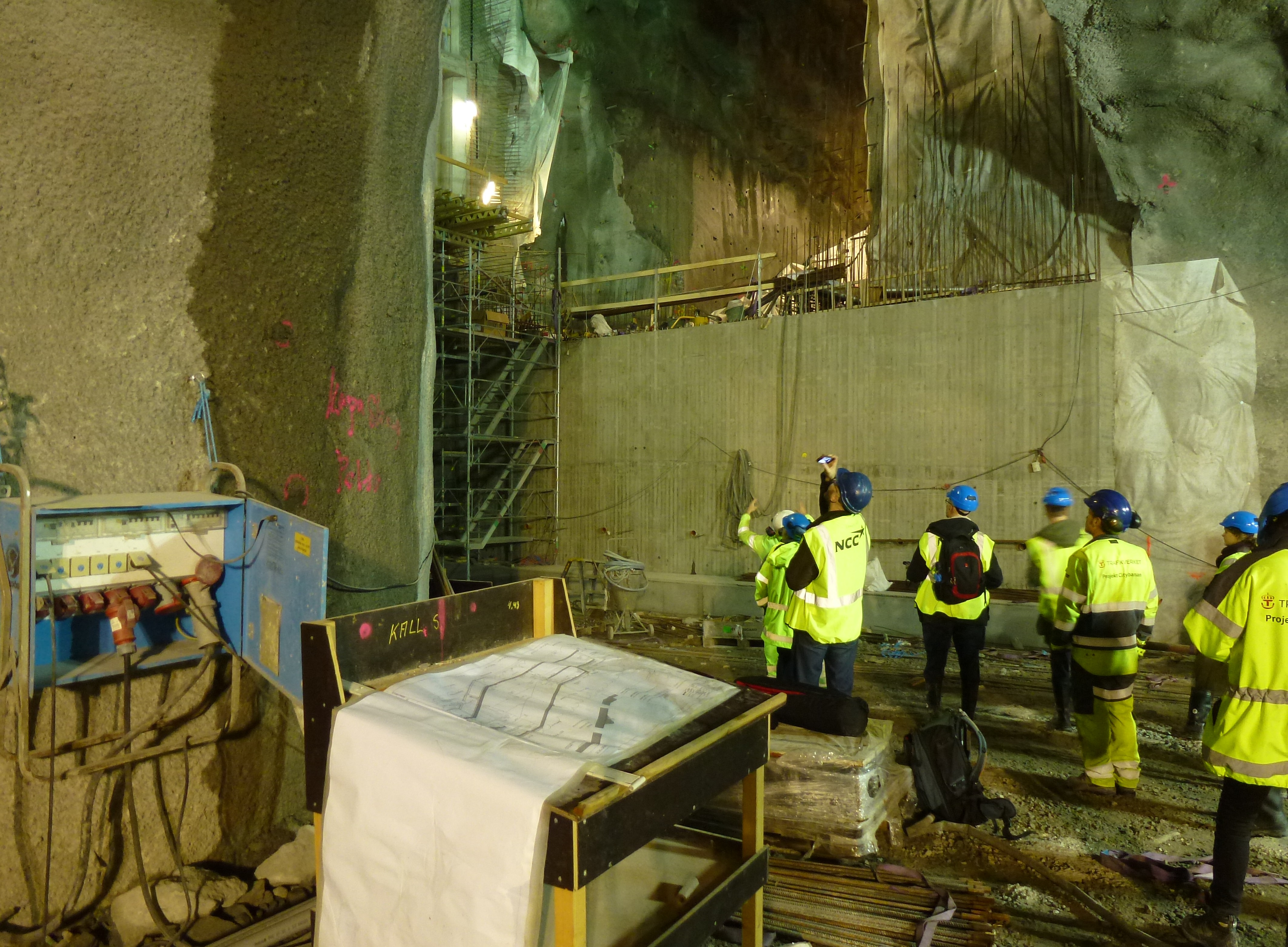
Stavba v dubnu 2012
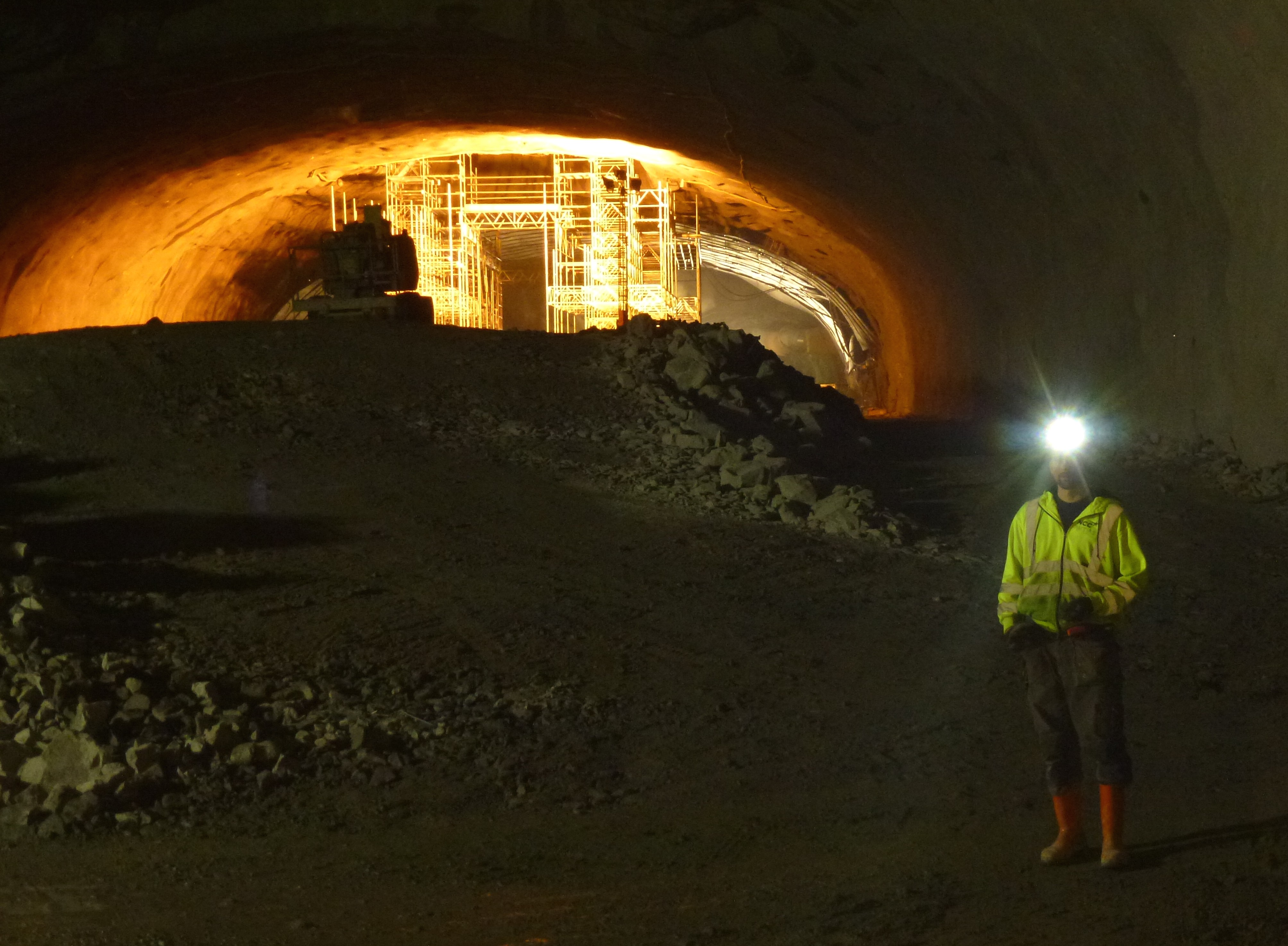
Stavba v květnu 2012
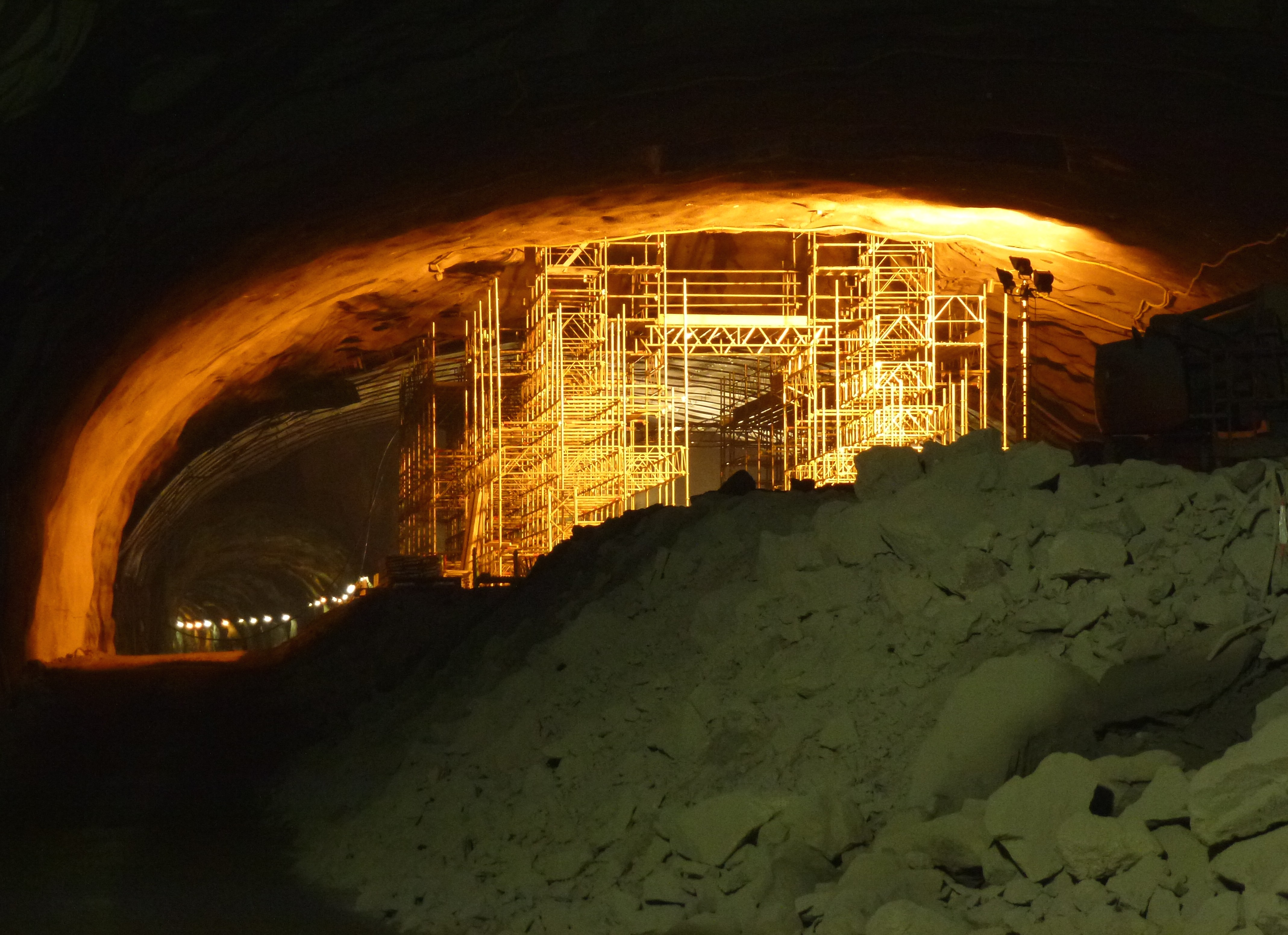
Stavba v červnu 2012
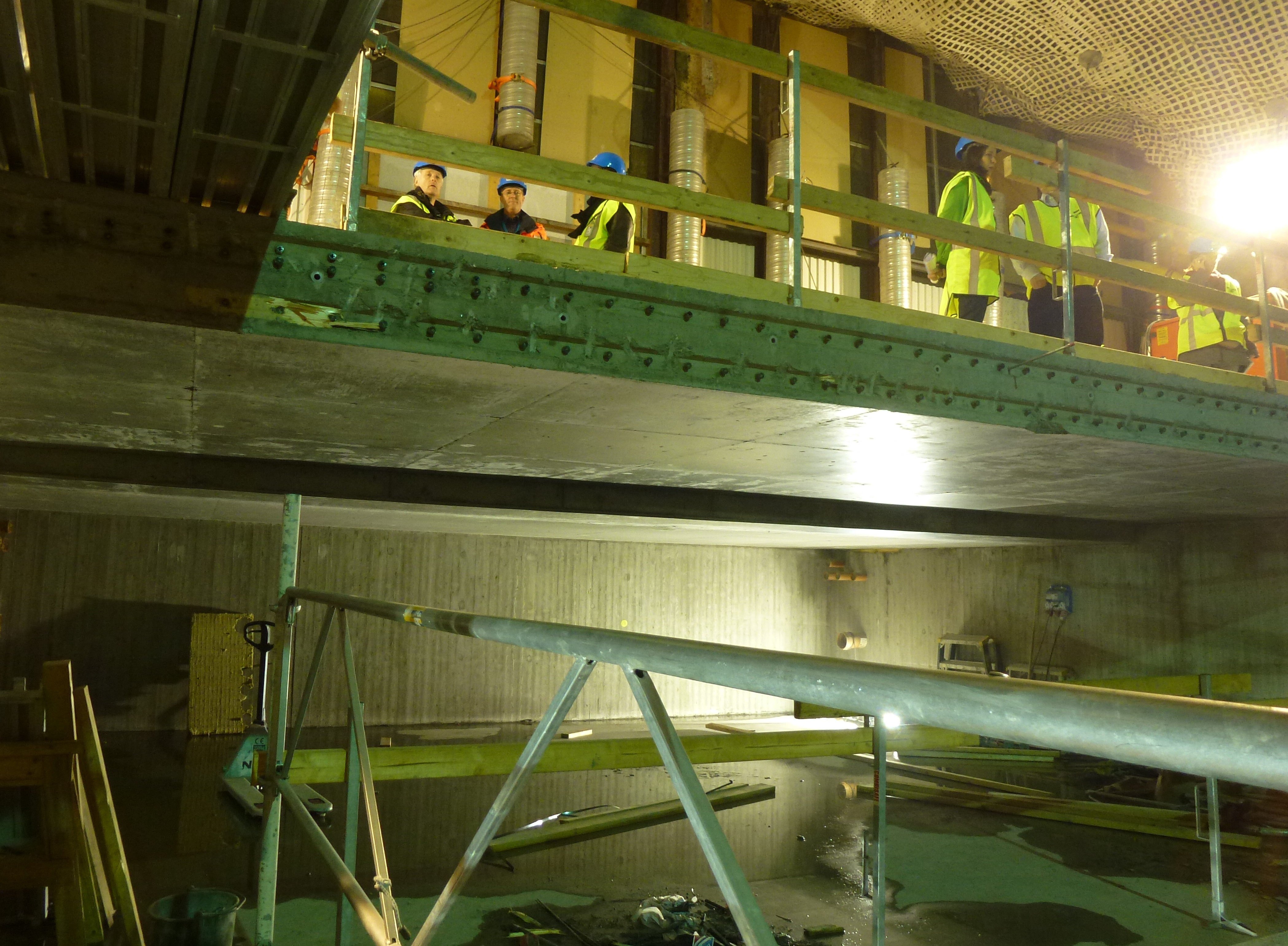
stavba v srpnu 2012
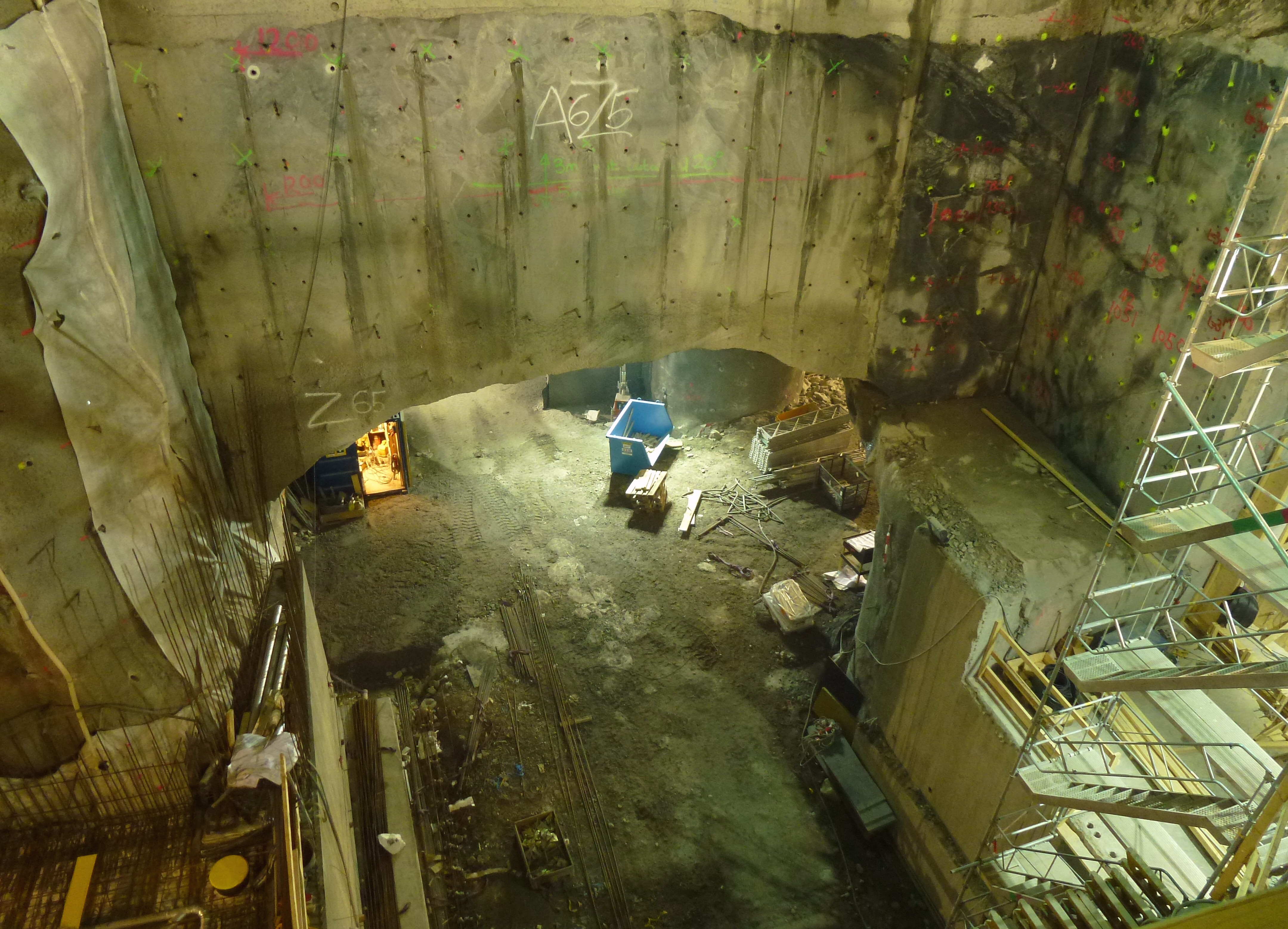
Stavba v září 2012
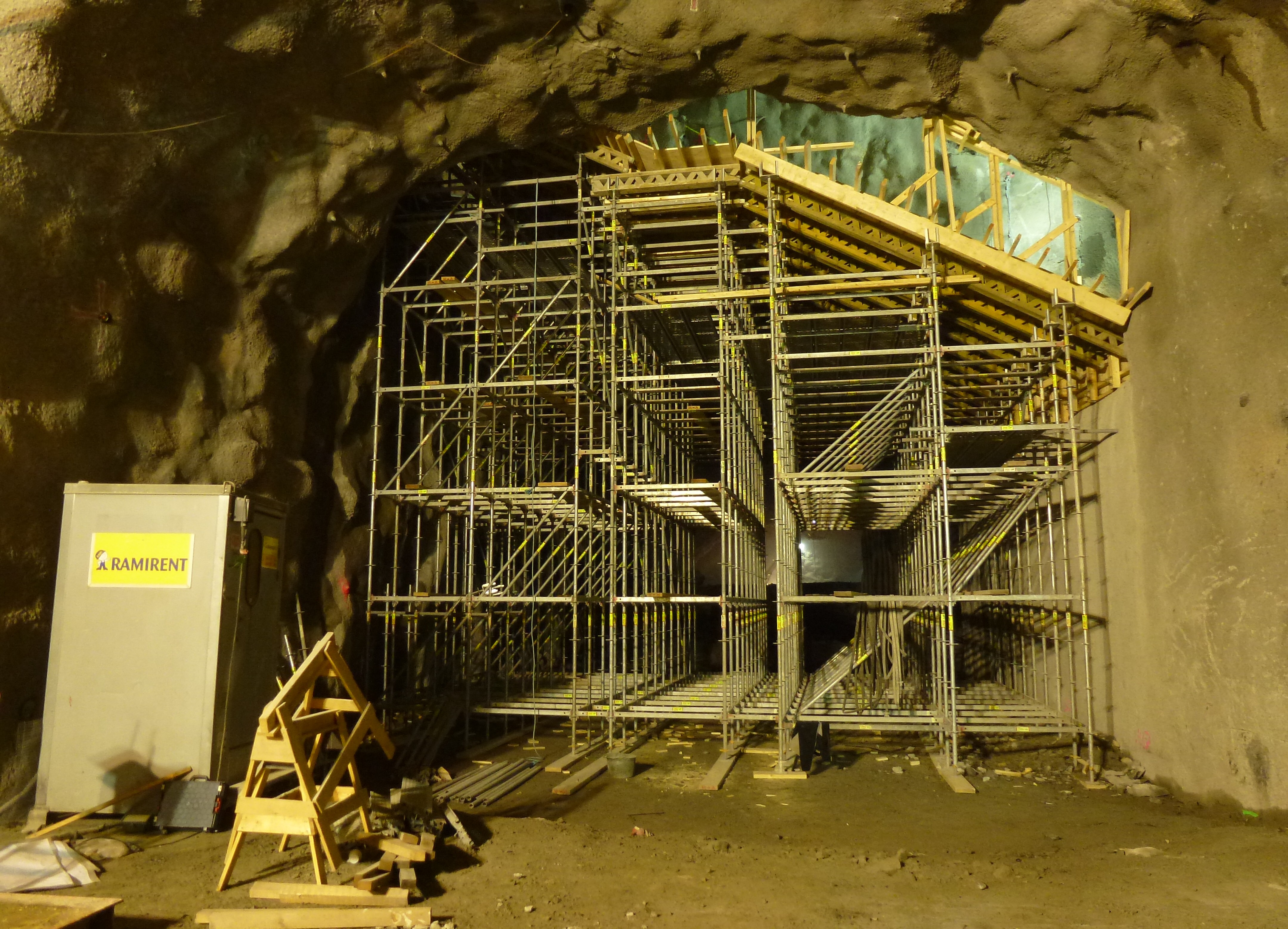
Stavba někdy v roce 2012